# Loup City (Nebraska)
Loup City es una ciudad ubicada en el condado de Sherman en el estado estadounidense de Nebraska. En el Censo de 2010 tenía una población de 1029 habitantes y una densidad poblacional de 421,76 personas por km².

## Geografía
Loup City se encuentra ubicada en las coordenadas 41°16′36″N 98°58′4″O / 41.27667, -98.96778. Según la Oficina del Censo de los Estados Unidos, Loup City tiene una superficie total de 2.44 km², de la cual 2.44 km² corresponden a tierra firme y (0%) 0 km² es agua.

## Demografía
Según el censo de 2010, había 1029 personas residiendo en Loup City. La densidad de población era de 421,76 hab./km². De los 1029 habitantes, Loup City estaba compuesto por el 98.74% blancos, el 0% eran afroamericanos, el 0.1% eran amerindios, el 0.39% eran asiáticos, el 0% eran isleños del Pacífico, el 0.19% eran de otras razas y el 0.58% pertenecían a dos o más razas. Del total de la población el 1.55% eran hispanos o latinos de cualquier raza.